# Pi
Số pi (ký hiệu: π), còn gọi là hằng số Archimedes, là một hằng số toán học có giá trị bằng tỷ số giữa chu vi của một đường tròn với đường kính của đường tròn đó. Hằng số này có giá trị xấp xỉ bằng 3,142 hoặc 22⁄7 hoặc 355⁄113. Nó được biểu diễn bằng chữ cái Hy Lạp π từ giữa thế kỷ XVIII.
π là một số vô tỉ, nghĩa là nó không thể được biểu diễn chính xác dưới dạng tỉ số của hai số nguyên. Nói cách khác, nó là một số thập phân vô hạn không tuần hoàn. Hơn nữa, π còn là một số siêu việt – tức là nó không phải là nghiệm của bất kì đa thức với hệ số hữu tỉ nào. Tính siêu việt của π kéo theo sự vô nghiệm của bài toán cầu phương. Các con số trong biểu diễn thập phân của π dường như xuất hiện theo một thứ tự ngẫu nhiên, mặc dù người ta chưa tìm được bằng chứng nào cho tính ngẫu nhiên này.
Trong hàng ngàn năm, các nhà toán học đã nỗ lực mở rộng tầm hiểu biết của con người về số π, đôi khi bằng việc tính ra giá trị của nó với độ chính xác ngày càng cao. Trước thế kỷ XV, các nhà toán học như Archimedes và Lưu Huy đã sử dụng các kĩ thuật hình học, dựa trên đa giác, để ước lượng giá trị của π. Bắt đầu từ thế kỷ XV, những thuật toán mới dựa trên chuỗi vô hạn đã cách mạng hóa việc tính toán số π, được những nhà toán học như Madhava của Sangamagrama, Isaac Newton, Leonhard Euler, Carl Friedrich Gauss và Srinivasa Ramanujan sử dụng.
Trong thế kỷ XXI, các nhà toán học và các nhà khoa học máy tính đã khám phá ra những cách tiếp cận mới – kết hợp với s – để mở rộng khả năng biểu diễn thập phân của số π tới hàng nghìn tỉ chữ số. Các ứng dụng khoa học thông thường yêu cầu không quá 40 chữ số của π, do đó động lực của những tính toán này chủ yếu là tham vọng của con người muốn đạt tới những kỉ lục mới, nhưng những tính toán đó cũng được sử dụng để kiểm tra các siêu máy tính và các thuật toán tính nhân với độ chính xác cao.
Do định nghĩa của π liên hệ với đường tròn, ta có thể tìm thấy nó trong nhiều công thức lượng giác và hình học, đặc biệt là những công thức liên quan tới đường tròn, đường elip, hoặc hình cầu. Nó cũng xuất hiện trong các công thức của các ngành khoa học khác, như vũ trụ học, lý thuyết số, thống kê, phân dạng, nhiệt động lực học, cơ học và điện từ học. Sự có mặt rộng rãi của số π khiến nó trở thành một trong những hằng số toán học được biết đến nhiều nhất, cả trong lẫn ngoài giới khoa học: một số sách viết riêng về số π đã được xuất bản; ngày số pi; báo chí thường đặt những tin tức về kỉ lục tính toán chữ số mới của π trên trang nhất. Một số người còn cố gắng ghi nhớ giá trị của π với độ chính xác ngày càng tăng, đạt tới kỉ lục trên 70.000 chữ số.

## Tổng quan

### Định nghĩa

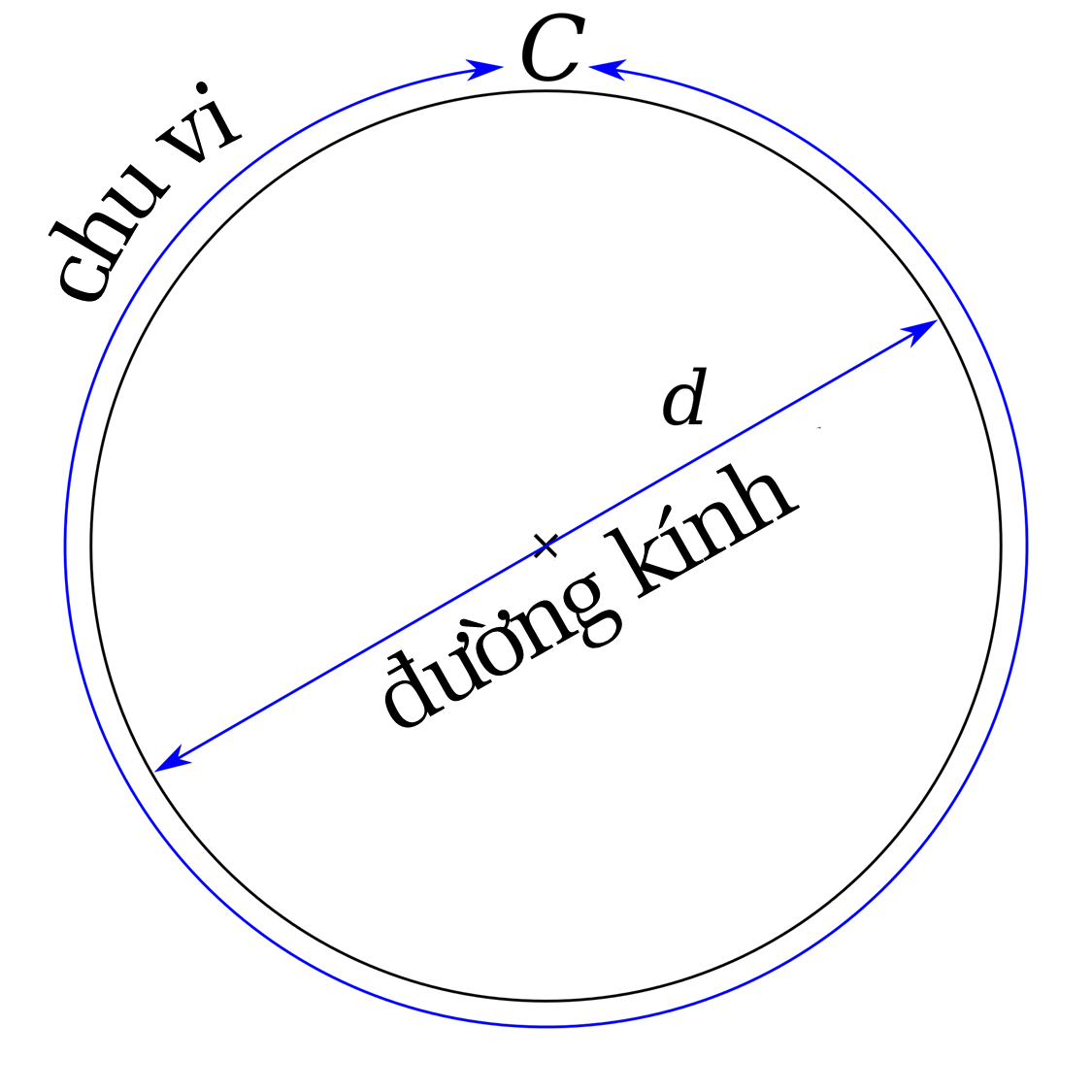
Chu vi của một đường tròn lớn hơn khoảng 3 lần so với đường kính. Giá trị chính xác gọi là số π.

π thông thường được định nghĩa là tỉ số giữa chu vi của đường tròn C với đường kính của nó d:
{\displaystyle \pi ={\frac {C}{d}}}

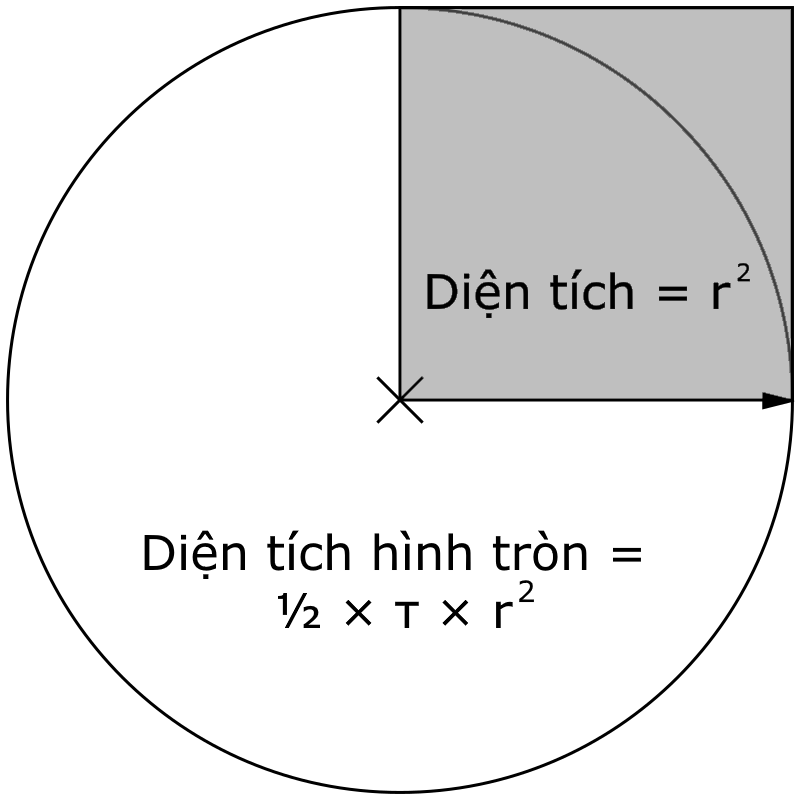
Một minh họa về công thức tính diện tích hình tròn bằng cách sử dụng π (dưới dạng một nửa của τ).

Tỉ số C/d là hằng số, bất kể kích thước của đường tròn dù to hay nhỏ. Ví dụ, nếu một đường tròn có đường kính gấp đôi đường kính của một đường tròn khác thì nó cũng có chu vi lớn gấp đôi, bảo toàn tỉ số C/d. Định nghĩa này về π không phổ quát, bởi vì nó chỉ đúng trong hình học Euclid (phẳng) và không đúng trong hình học phi Euclid (cong). Vì lý do này, một số nhà toán học ưa dùng những định nghĩa khác về π dựa trên vi tích phân hoặc lượng giác vốn không phụ thuộc vào đường tròn. Một định nghĩa như thế là: π bằng hai lần số x dương, nhỏ nhất mà với nó cos(x) bằng 0.

### Tên gọi

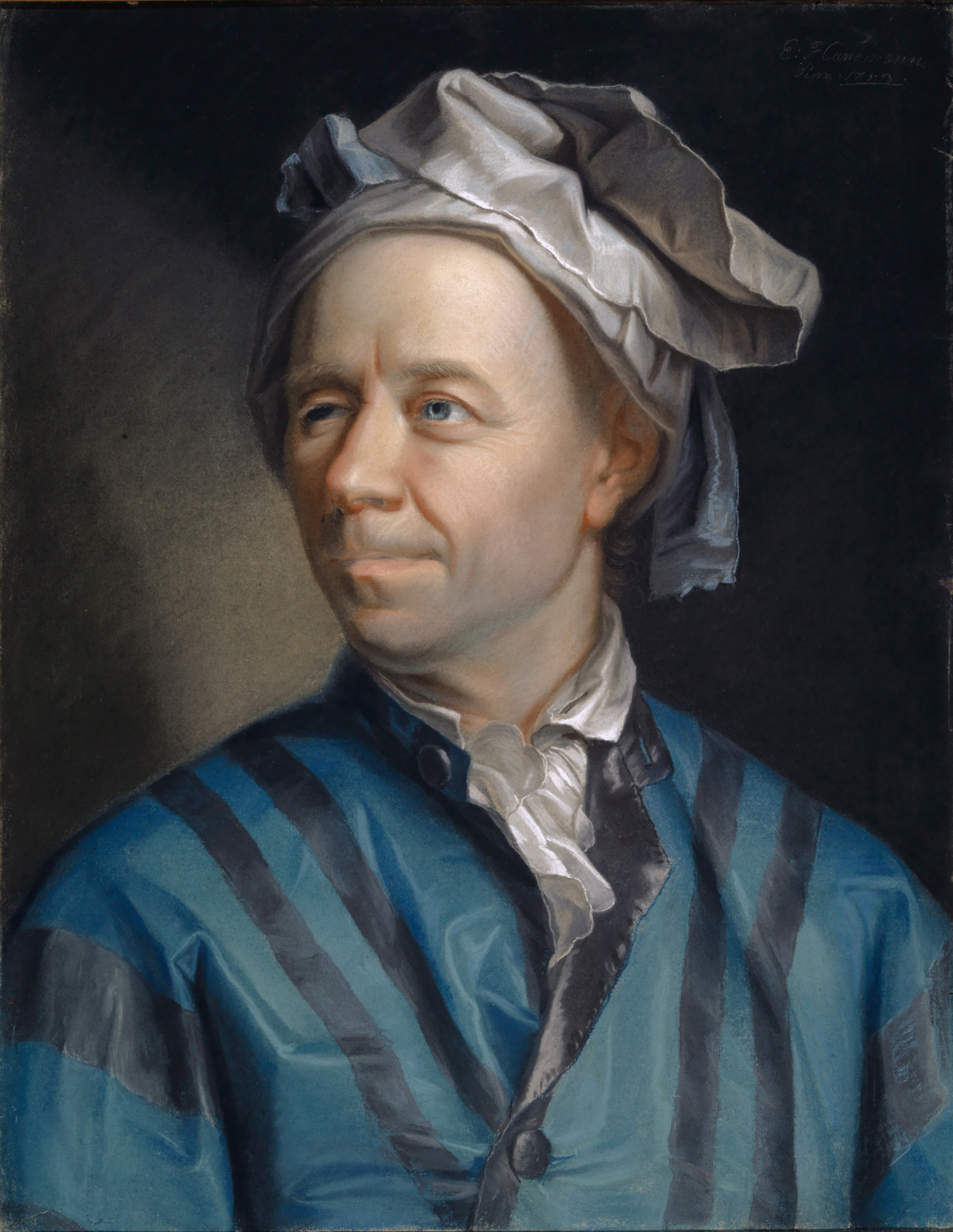
Leonhard Euler đã phổ biến cách dùng chữ cái Hy Lạp π trong một tác phẩm xuất bản năm 1748.

Ký hiệu được các nhà toán học sử dụng để biểu diễn tỉ số giữa chu vi của một đường tròn và đường kính của nó là chữ cái Hy Lạp π. Chữ cái này được biểu diễn bằng từ Latin pi. Không được nhầm lẫn ký tự in thường π (hoặc dưới dạng chữ không có nét chân chữ π) với ký tự in hoa Π (Π trong toán học dùng để biểu diễn một tích dãy số hay dãy hàm).
Nhà toán học đầu tiên dùng π với định nghĩa như trên là William Jones, trong cuốn "Synopsis Palmariorum Matheseos" (tạm dịch, Nhập môn Toán học mới) năm 1706. Cụ thể, ký tự π lần đầu tiên xuất hiện trong cụm từ "1/2 Periphery (π)" trong đoạn bàn về một đường tròn với bán kính bằng 1. Có thể ông đã chọn π bởi vì nó là chữ cái đầu tiên trong cách ký âm tiếng Hy Lạp περιφέρεια của từ periphery (nghĩa là viền ngoài, cũng tức là chu vi). Jones viết rằng các phương trình của π được lấy từ "bản viết có sẵn của John Machin thiên tài", dẫn đến phỏng đoán rằng Machin có lẽ đã sử dụng ký tự Hy Lạp này trước Jones, tuy nhiên không có bằng chứng trực tiếp về điều này. Ngoài ra, ký tự π đã xuất hiện trước đó trong các ký hiệu hình học; chẳng hạn, vào năm 1631 William Oughtred đã dùng nó để biểu diễn nửa chu vi của hình tròn.
Sau khi Jones giới thiệu ký hiệu này năm 1706, nó đã không được các nhà toán học khác chấp nhận; thay vào đó họ thường dùng chữ cái c hoặc p. Điều này thay đổi khi Euler bắt đầu dùng nó năm 1736. Vì Euler thường xuyên trao đổi thư từ với những nhà toán học khác trên toàn châu Âu, việc sử dụng ký tự Hy Lạp này lan rộng nhanh chóng. Năm 1748, Euler sử dụng π trong cuốn sách rất phổ biến của ông, Introductio in analysin infinitorum (Dẫn nhập Giải tích vô hạn), trong đó ông viết: "để cho ngắn gọn chúng ta sẽ viết số này là π; nghĩa là, π bằng một nửa chu vi của đường tròn bán kính bằng 1". Cách ký hiệu này kể từ đó được chấp nhận rộng rãi ở phương Tây.

### Tính chất
π là một số vô tỉ, có nghĩa là nó không thể được biểu diễn dưới dạng tỉ số của hai số nguyên, như 22/7 hay các phân số khác thường được dùng để xấp xỉ π. Vì π là số vô tỉ, biểu diễn thập phân của nó có số chữ số vô hạn, và nó không kết thúc ở dạng lặp lại vô hạn (vô hạn tuần hoàn) các chữ số. Có nhiều cách để chứng minh π là số vô tỉ; phương pháp thường dùng là sử dụng phép vi tích phân và phương pháp chứng minh bằng phản chứng. Mức độ xấp xỉ hóa π bằng số hữu tỉ (gọi là độ vô tỉ, hay hằng số Liouville–Roth) vẫn chưa được xác định chính xác; người ta ước lượng rằng độ vô tỉ của π lớn hơn e hoặc ln(2), nhưng nhỏ hơn số Liouville.
π là một số siêu việt, tức là nó không phải là nghiệm của bất cứ phương trình đại số với hệ số hữu tỉ nào, như {\displaystyle \scriptstyle {\frac {x^{5}}{120}}\,-\,{\frac {x^{3}}{6}}\,+\,x\,=\,0}. Tính chất siêu việt của π có hai hệ quả quan trọng: thứ nhất, π không thể được biểu diễn bằng tổ hợp các số hữu tỉ và căn bậc n như {\displaystyle \scriptstyle {\sqrt[{3}]{31}}} hay {\displaystyle \scriptstyle {\sqrt[{2}]{10}}}. Thứ hai, vì không có số siêu việt nào có thể được xác định bằng phép dựng hình bằng thước kẻ và compa, nên không thể giải bài toán "cầu phương hình tròn". Nói cách khác, nếu chỉ sử dụng compa và thước kẻ thì không thể xây dựng một hình vuông mà diện tích của nó bằng diện tích của một hình tròn cho trước. Cầu phương hình tròn là một trong những bài toán hình học quan trọng trong thời cổ đại. Một số nhà toán học nghiệp dư thời hiện đại có lúc tuyên bố họ thành công dù điều này là không thể.

Bởi π là một số siêu việt, bài toán cầu phương hình tròn không thể giải được với số bước làm hữu hạn bằng những công cụ cổ điển là thước kẻ và compa.

Các chữ số của π không có một quy luật rõ ràng nào và vượt qua những kiểm thử về tính ngẫu nhiên thống kê, trong đó có kiểm thử tính chuẩn tắc; một số vô hạn được gọi là 'chuẩn tắc' khi mọi dãy số khả dĩ (với độ dài bất kì) có tần suất xuất hiện là như nhau. Người ta vẫn chưa thể khẳng định hoặc bác bỏ giả thuyết rằng π là 'chuẩn tắc'. Kể từ khi máy vi tính ra đời, người ta đã tính được số π với số lượng chữ số lớn, đủ để thực hiện các phân tích thống kê. Yasumasa Kanada đã thực hiện các phân tích thống kê chi tiết về các chữ số thập phân của π, và thấy rằng chúng phù hợp với tính chuẩn tắc; chẳng hạn, tần suất xuất hiện các chữ số từ 0 tới 9 được sử dụng để kiểm tra ý nghĩa thống kê, và không tìm thấy bằng chứng về một hình mẫu nào. Bất chấp việc các chữ số của π đã vượt qua các bài kiểm tra về tính ngẫu nhiên, π dường như vẫn chứa những dãy số có vẻ có quy luật đối với những người không phải nhà toán học, như điểm Feynman, là một dãy sáu chữ số 9 liên tiếp bắt đầu từ vị trí thứ 762 trong biểu diễn thập phân của π.

### Phân số liên tục

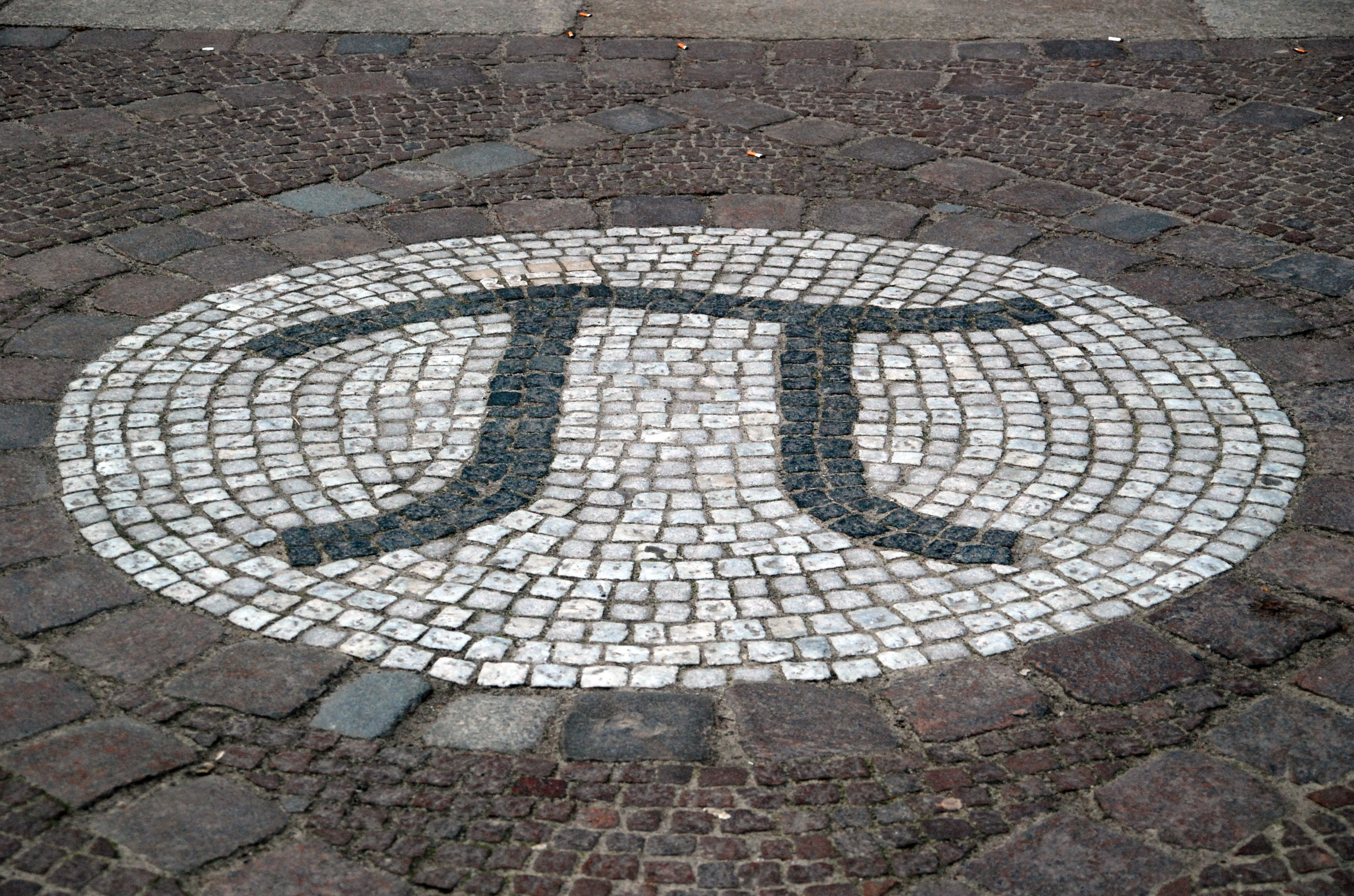
Hằng số π được biểu diễn trong bức tranh khảm bên ngoài tòa nhà khoa Toán ở Đại học Công nghệ Berlin.

Giống như tất cả các số vô tỉ khác, π không thể được biểu diễn bằng một phân số thường; nhưng mặt khác, mọi số vô tỉ, bao gồm cả π, có thể được biểu diễn bởi một chuỗi vô hạn những phân số lồng vào nhau, được gọi là phân số liên tục:
{\displaystyle \pi =3+\textstyle {\frac {1}{7+\textstyle {\frac {1}{15+\textstyle {\frac {1}{1+\textstyle {\frac {1}{292+\textstyle {\frac {1}{1+\textstyle {\frac {1}{1+\textstyle {\frac {1}{1+\ddots }}}}}}}}}}}}}}}
Chặt cụt phân số liên tục này ở bất kì điểm nào sẽ tạo nên một phân số xấp xỉ với π; hai phân số như vậy (22/7 và 355/113) từng được sử dụng trong lịch sử để tính gần đúng hằng số này. Các số gần đúng được sinh ra theo cách này là được gọi là 'xấp xỉ hữu tỉ tốt nhất'; nghĩa là, chúng gần với π hơn bất kì phân số nào khác có mẫu số bằng hoặc nhỏ hơn. Mặc dù phân số liên tục đơn giản cho π (ở trên) không thể hiện một nguyên tắc nào, các nhà toán học đã khám phá ra vài phân số liên tục tổng quát (tổng quát hóa phân số liên tục thường trong dạng chính tắc) có quy luật, chẳng hạn:
{\displaystyle \pi =\textstyle {\cfrac {4}{1+\textstyle {\frac {1^{2}}{2+\textstyle {\frac {3^{2}}{2+\textstyle {\frac {5^{2}}{2+\textstyle {\frac {7^{2}}{2+\textstyle {\frac {9^{2}}{2+\ddots }}}}}}}}}}}}=3+\textstyle {\frac {1^{2}}{6+\textstyle {\frac {3^{2}}{6+\textstyle {\frac {5^{2}}{6+\textstyle {\frac {7^{2}}{6+\textstyle {\frac {9^{2}}{6+\ddots }}}}}}}}}}=\textstyle {\cfrac {4}{1+\textstyle {\frac {1^{2}}{3+\textstyle {\frac {2^{2}}{5+\textstyle {\frac {3^{2}}{7+\textstyle {\frac {4^{2}}{9+\ddots }}}}}}}}}}}

### Giá trị gần đúng
Một số giá trị gần đúng của π bao gồm:
- Dạng phân số: Các giá trị xấp xỉ bao gồm (theo thứ tự độ chính xác tăng dần) {\displaystyle {\frac {22}{7}},{\frac {333}{106}},{\frac {355}{113}},{\frac {52163}{16604}},{\frac {103993}{33102}},{\frac {104348}{33215}}} và {\displaystyle {\frac {245850922}{78256779}}}.[20] (chọn lọc từ dãy số  A063674 và  A063673 trong bảng OEIS)
- Dạng thập phân: 100 chữ số thập phân đầu của π là 3,14159 26535 89793 23846 26433 83279 50288 41971 69399 37510 58209 74944 59230 78164 06286 20899 86280 34825 34211 70679....[23] (xem  A000796)
- Dạng căn: {\displaystyle {\sqrt {9,869604401089357}},{\sqrt[{3}]{31,00627668}}}.
- Dạng nhị phân: 11.001001000011111101101010100010001000010110100011... (xem  A004601)
- Dạng thập lục phân: 3.243F6A8885A308D31319....[24] (xem  A062964)
- Dạng lục thập phân: Năm chữ số đầu tiên của π trong hệ lục thập phân là 3;8,29,44,0,47[25] (xem  A060707)
- Dạng hệ tam phân: 38 chữ số đầu tiên của π trong hệ tam phân là 10.0102110122220102110021111102212222201... (xem  A004602)

## Lịch sử

### Thời Cổ đại
Kim tự tháp Kheops ở Giza (xây dựng vào khoảng thời gian 2589–2566 tr.CN) được thiết kế với chu vi khoảng 1760 cubit (1 cubit bằng khoảng 0,5 mét) và chiều cao khoảng 280 cubit. Dựa vào tỉ lệ 1760/280 ≈ 6.2857, xấp xỉ bằng τ = 2π ≈ 6.2832, một số nhà Ai Cập học kết luận rằng những nhà xây dựng kim tự tháp đã biết đến số π và chủ ý thiết kế kim tự tháp theo tỉ lệ đường tròn. Tuy nhiên nhiều người không đồng tình với ý kiến này và khẳng định mối quan hệ với số π đơn thuần là một sự trùng hợp, bởi không có bằng chứng cho thấy những người xây dựng kim tự tháp đã biết đến số π, và kích thước của kim tự tháp còn dựa trên nhiều yếu tố khác.
Những ước lượng sớm nhất về π được tìm thấy ở Ai Cập và Babylon có niên đại từ thiên niên kỉ thứ 2 trước Công nguyên, với sai số tương đối cùng vào cỡ một phần trăm. Ở Babylon, một tấm đất sét có niên đại khoảng 1900–1600 tr.CN đã ghi lại một phát biểu hình học, trong đó ám chỉ ước lượng số π bằng 25/8 = 3,1250. Ở Ai Cập, cuộn giấy Rhind, có niên đại khoảng 1650 tr.CN, bản sao của một văn bản có từ khoảng 1850 tr.CN, có ghi một công thức tính diện tích hình tròn, trong đó gán cho giá trị của π bằng (16/9)2 ≈ 3,1605.
Ở Ấn Độ vào khoảng 600 năm trước Công nguyên, bộ Kinh Shulba (viết bằng tiếng Phạn với nhiều nội dung toán học) đã cho số π bằng (9785/5568)2 ≈ 3,088. Vào năm 150 tr.CN hoặc sớm hơn, có tài liệu của Ấn Độ đánh giá π bằng {\displaystyle \scriptstyle {\sqrt {10}}} ≈ 3,1622.
Hai bài thơ trong Kinh thánh Hebrew (được viết giữa thế kỷ VIII và thế kỷ III tr.CN) mô tả một hồ nước dùng trong nghi lễ tại Đền Solomon có đường kính 10 cubit và chu vi 30 cubit, bài thơ ngụ ý rằng π bằng 3 nếu hồ có hình tròn. Học giả người Do Thái Rabbi Nehemiah giải thích sự sai khác nằm ở độ dày của hồ. Công trình về hình học của ông, Mishnat ha–Middot, viết vào khoảng năm 150 CN và coi π bằng 21/7.

### Thời kì của phép xấp xỉ đa giác

π có thể ước lượng bằng cách tính chu vi của các đa giác nội tiếp và ngoại tiếp đường tròn.

Thuật toán chặt chẽ đầu tiên được ghi chép để tính giá trị của π là một cách tiếp cận hình học sử dụng đa giác, được phát minh vào khoảng năm 250 tr. CN bởi nhà toán học người Hy Lạp Archimedes. Thuật toán đa giác của Archimedes thống trị suốt hơn 1000 năm, khiến cho π đôi khi được gọi là "hằng số Archimedes". Archimedes đã tính toán các giới hạn trên và dưới của π bằng cách vẽ hai đa giác đều có cùng số cạnh, một nội tiếp và một ngoại tiếp với cùng một hình tròn, sau đó từ từ tăng số cạnh lên gấp đôi cho đến khi đạt đến đa giác đều 96 cạnh. Bằng cách tính chu vi của các đa giác này, ông chứng minh rằng 223/71 < π < 22/7 (3,1408 < π < 3,1429). Có thể chính cận trên 22/7 của phép tính đã dẫn đến việc nhiều người cho rằng π bằng 22/7. Khoảng năm 150 CN, nhà khoa học Hy Lạp–La Mã Ptolemaeus, trong bộ Almagest của mình, đã đưa ra giá trị π bằng 3,1416, có lẽ là lấy lại kết quả tính toán của Archimedes hoặc của Apollonius xứ Pergaeus. Các nhà toán học, bằng cách sử dụng thuật toán đa giác, đã tính được tới chữ số thứ 39 của π vào năm 1630, một kỉ lục mà đến năm 1699 mới được phá vỡ khi chữ số thứ 71 được tính ra bằng phương pháp chuỗi vô hạn.

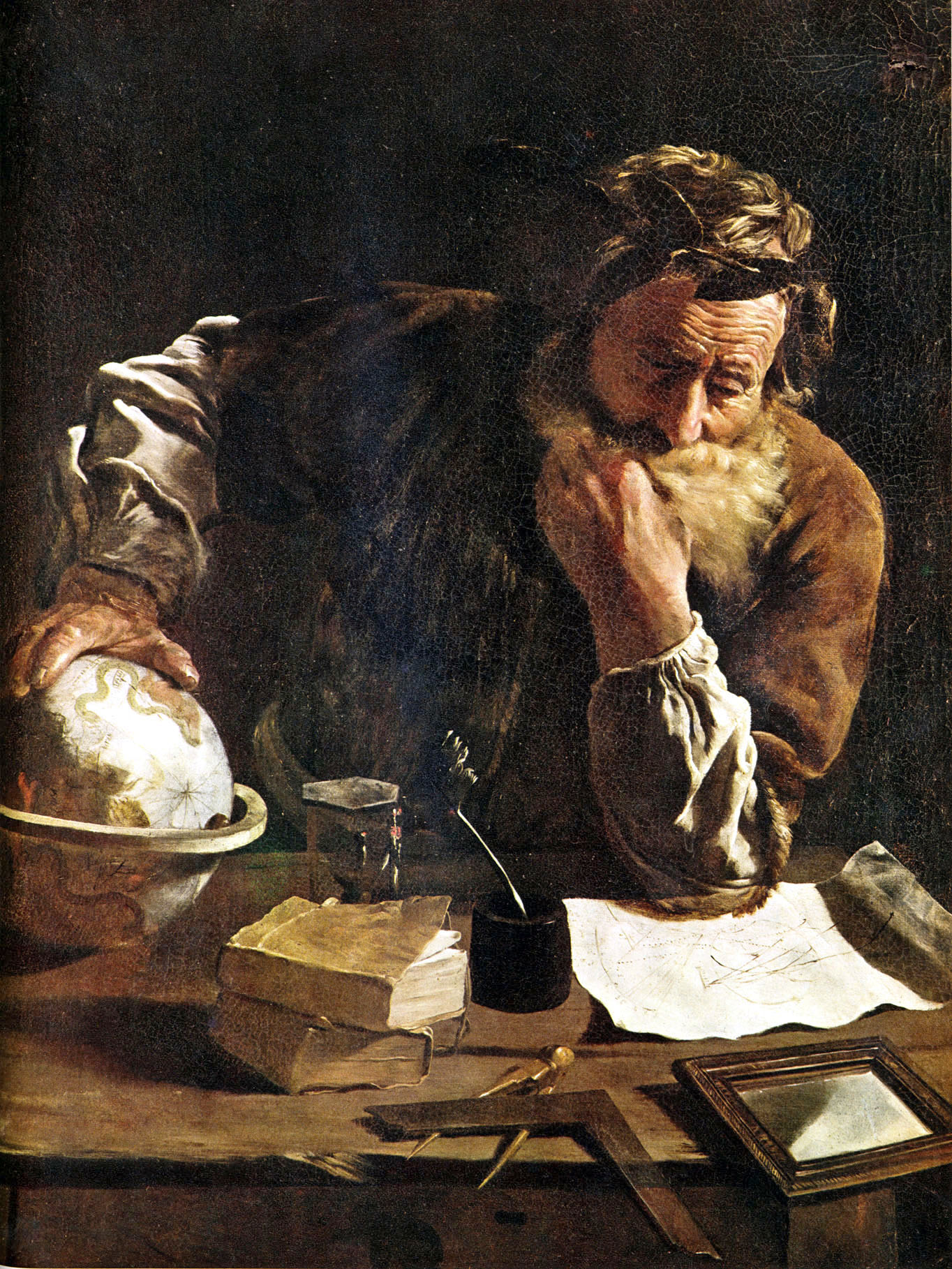
Archimedes đã phát triển cách tiếp cận đa giác để tính toán số π.

Ở Trung Hoa cổ đại, các giá trị của π bao gồm 3,1547 (khoảng năm thứ nhất của Công Nguyên), {\displaystyle \scriptstyle {\sqrt {10}}} (100 của Công Nguyên, xấp xỉ 3,1623) và 142/45 (thế kỷ thứ III, xấp xỉ 3,1556). Vào khoảng năm 265, nhà toán học triều Tào Ngụy tên là Lưu Huy đã phát minh ra thuật toán lặp dựa trên đa giác (thuật toán π Lưu Huy) và sử dụng nó với một đa giác 3072 cạnh để thu được giá trị của π bằng 3,1416. Cũng chính Lưu Huy sau đó đã phát triển một phương pháp nhanh hơn để tính π và thu được giá trị 3,14 với một đa giác 96 cạnh, bằng cách lợi dụng tính chất là hiệu diện tích các đa giác liên tiếp tạo nên một dãy cấp số nhân với hệ số 4. Vào khoảng năm 480, một nhà toán học Trung Quốc khác là Tổ Xung Chi đã tính toán ra π ≈ 355/113, sử dụng thuật toán Lưu Huy cho đa giác 12.288 cạnh. Với giá trị chính xác ở bảy chữ số thập phân đầu tiên, giá trị 3,141592920... là giá trị gần đúng chính xác nhất của π mà con người tính được trong suốt hơn 800 năm sau đó.
Trong khi đó, nhà thiên văn người Ấn Độ Aryabhata sử dụng giá trị 3,1416 trong sách Āryabhaṭīya của ông (năm 499 của Công Nguyên). Fibonacci vào khoảng năm 1220 đã tính ra giá trị 3,1418 bằng một phương pháp đa giác khác với phương pháp của Archimedes. Văn hào người Ý Dante dường như đã sử dụng giá trị của π là {\displaystyle \scriptstyle 3+{\sqrt {2}}/10} ≈ 3,14142.
Nhà thiên văn Ba Tư Jamshīd al–Kāshī đã tìm ra 16 chữ số vào năm 1424 bằng cách sử dụng đa giác có 3×228 cạnh, xác lập một kỉ lục thế giới mới tồn tại được khoảng 180 năm. Nhà toán học Pháp François Viète vào năm 1579 tính được 9 chữ số bằng một đa giác 3×217 cạnh. Nhà toán học xứ Vlaanderen Adriaan van Roomen đạt tới chữ số 15 vào năm 1593. Năm 1596, nhà toán học người Hà Lan Ludolph van Ceulen đạt tới 20 chữ số, một kỉ lục được chính ông về sau nới rộng lên thành 35 chữ số (kết quả số π được gọi là "số Ludolph" trong tiếng Đức cho tới tận đầu thế kỷ XX). Khoa học gia người Hà Lan Willebrord Snellius đạt tới 34 chữ số vào năm 1621 và nhà thiên văn học người Áo Christoph Grienberger đạt tới 39 chữ số vào năm 1630, đến nay vẫn là kết quả chính xác nhất được tính thủ công bằng thuật toán sử dụng đa giác.

### Những chuỗi số vô hạn
Việc tính toán số π được cách mạng hóa bởi sự phát triển kĩ thuật chuỗi số vô hạn trong các thế kỷ XVI và XVII. Một chuỗi vô hạn là một tổng các số hạng của một dãy vô hạn. Chuỗi vô hạn cho phép các nhà toán học tính toán π với độ chính xác lớn hơn nhiều độ chính xác đạt được từ phương pháp của Archimedes và các kĩ thuật hình học khác. Mặc dù chuỗi vô hạn được sử dụng cho số π nổi tiếng nhất bởi các nhà toán học châu Âu như James Gregory và Gottfried Leibniz, cách tiếp cận này được khám phá lần đầu tiên ở Ấn Độ vào giữa những năm 1400 và 1500 CN. Bản ghi chép đầu tiên mô tả một chuỗi vô hạn có thể tính toán số π nằm trong một bài thơ tiếng Phạn của nhà thiên văn Ấn Độ Nilakantha Somayaji trong tập Tantrasamgraha của ông, ra đời khoảng năm 1500. Trong tập sách, chuỗi này được chép lại mà không có chứng minh, nhưng phép chứng minh đã được trình bày trong một công trình Ấn Độ sau đó, Yuktibhāṣā, do Jyesthadeva biên soạn vào khoảng năm 1530. Nilakantha quy chuỗi này là phát hiện của một nhà toán học Ấn Độ trước đó, Madhava của Sangamagrama, người sống trong khoảng những năm 1350–1425. Một số chuỗi vô hạn được mô tả, bao gồm các chuỗi sin, tang, và cosin, ngày nay được biết dưới tên chuỗi Madhava hay chuỗi Gregory–Leibniz. Madhava đã sử dụng những chuỗi vô hạn để đánh giá π tới 11 chữ số vào khoảng năm 1400, nhưng kỉ lục này đã bị đánh bại bởi một thuật toán đa giác của Jamshīd al–Kāshī năm 1430.

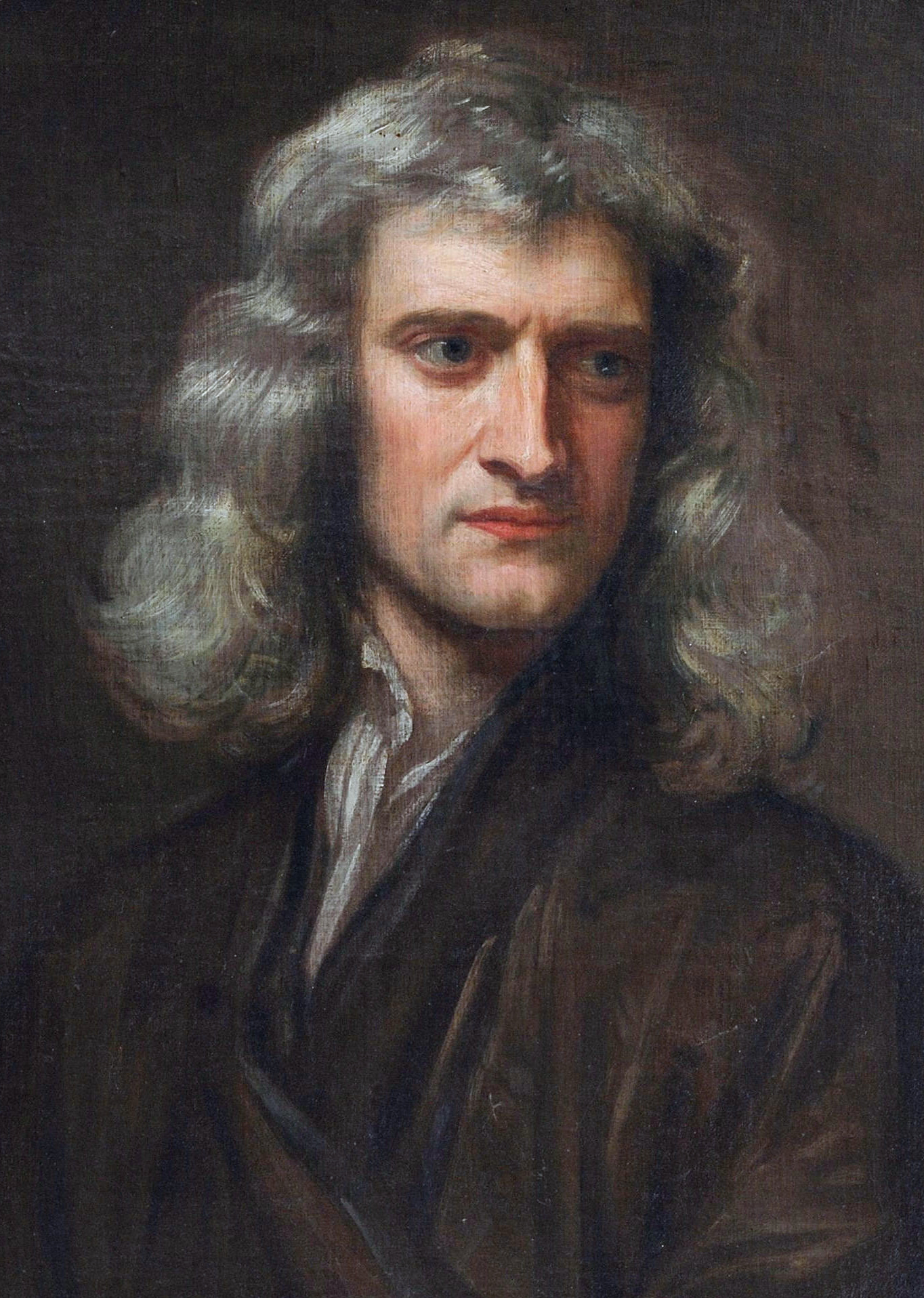
Isaac Newton đã sử dụng chuỗi vô hạn để tính toán π tới 15 chữ số, về sau viết trong một lá thư rằng "Tôi lấy làm hổ thẹn để kể với anh bao nhiêu con số tôi đã thực hiện cho những tinh toán này".

Dãy số vô hạn đầu tiên được khám phá ở châu Âu là một tích vô hạn (thay vì một tổng vô hạn, vốn phổ biến hơn trong phép tính số π) được tìm thấy bởi nhà toán học Pháp François Viète năm 1593:
{\displaystyle {\frac {2}{\pi }}={\frac {\sqrt {2}}{2}}\times {\frac {\sqrt {2+{\sqrt {2}}}}{2}}\times {\frac {\sqrt {2+{\sqrt {2+{\sqrt {2}}}}}}{2}}\times \cdots }
Dãy số vô hạn thứ hai ở châu Âu của John Wallis (1655) cũng là một tích vô hạn nữa. Khám phá ra phép vi tích phân, bởi nhà khoa học Anh Isaac Newton và nhà toán học Đức Leibniz vào thập niên 1660 đã dẫn tới sự phát triển nhiều chuỗi vô hạn để đánh giá π. Chính Newton cũng dùng một chuỗi arcsin để tính ra một xấp xỉ 15 chữ số cho số π vào khoảng năm 1665 hoặc 1666, và về sau này viết rằng "Tôi lấy làm hổ thẹn để kể với anh bao nhiêu con số tôi đã thực hiện cho những tinh toán này, chẳng có việc gì hơn để làm vào lúc đó cả".
Ở châu Âu, công thức Madhava được khám phá lại bởi nhà toán học Scotland James Gregory năm 1671, và bởi Leibniz năm 1674:
{\displaystyle \arctan z=z-{\frac {z^{3}}{3}}+{\frac {z^{5}}{5}}-{\frac {z^{7}}{7}}+\cdots }
Công thức này, tức chuỗi Gregory–Leibniz, tương đương {\displaystyle \scriptstyle \pi /4} khi đánh giá với z = 1. Năm 1699, nhà toán học Anh Abraham Sharp sử dụng chuỗi Gregory–Leibniz để tính π tới 71 chữ số, phá vỡ kỉ lục trước đó với 39 chữ số xác lập bởi một thuật toán đa giác. Chuỗi Gregory–Leibniz đơn giản, nhưng nó hội tụ rất chậm (có nghĩa là, tiệm cận với giá trị chính xác một cách từ từ qua từng số hạng), do đó người ta không dùng nó trong các phép tính toán số π hiện đại.
Năm 1706 John Machin sử dụng chuỗi Gregory–Leibniz để tạo nên một thuật toán hội tụ nhanh hơn nhiều:
{\displaystyle {\frac {\pi }{4}}=4\,\arctan {\frac {1}{5}}-\arctan {\frac {1}{239}}}
Machin đã đạt tới 100 chữ số của π với công thức này. Các nhà toán học khác tạo nên những biến thể của nó, ngày nay được biết dưới tên "các công thức kiểu Machin", được dùng để thiết lập một số kỉ lục tiếp theo cho số chữ số của π. Các công thức kiểu Machin duy trì là phương pháp được biết đến nhiều nhất để tính toán π khi tiến tới ngưỡng cửa kỉ nguyên máy tính, và chúng đã tạo nên các kỉ lục trong 250 năm, lên đến đỉnh điểm vào một phép gần đúng 620 chữ số năm 1946 bởi Daniel Ferguson – đây chính là kết quả cao nhất mà con người từng đạt được mà không có sự giúp đỡ của một thiết bị tính toán nào.
Một kỉ lục đáng chú ý được thiết lập bởi thiên tài tính toán Zacharias Dase vào năm 1844 khi ông 20 tuổi. Ông đã sử dụng một công thức kiểu Machin để tính toán 200 chữ số của π trong đầu dưới sự chỉ đạo của nhà toán học Đức Carl Friedrich Gauss. Nhà toán học Anh William Shanks nổi tiếng vì dành 15 năm để tính toán π tới 707 chữ số (hoàn thành năm 1873), nhưng về sau người ta tìm thấy một lỗi sai ở chữ số thứ 528, kéo tất cả những số đằng sau sai theo.

#### Tốc độ hội tụ
Một số chuỗi vô hạn cho π hội tụ nhanh hơn những chuỗi khác. Cho trước hai chuỗi vô hạn cho π, các nhà toán học thông thường sử dụng chuỗi hội tụ nhanh hơn bởi như thế đồng nghĩa với việc giảm được số lượng phép tính cho bất kì độ chính xác yêu cầu nào. Một chuỗi vô hạn cho π là chuỗi Gregory–Leibniz:
{\displaystyle \pi ={\frac {4}{1}}-{\frac {4}{3}}+{\frac {4}{5}}-{\frac {4}{7}}+{\frac {4}{9}}-{\frac {4}{11}}+{\frac {4}{13}}-\cdots }
Khi các số hạng riêng lẻ của chuỗi vô hạn này được cộng thêm vào tổng, tổng số tiến gần hơn dần dần tới π, và – với một số lượng số hạng đủ – nó sẽ tiến đến π gần như mong muốn. Nó hội tụ khá chậm, sau 500 000 số hạng, nó chỉ sinh ra 5 chữ số chính xác của π.
Một chuỗi vô hạn cho π được công bố bởi Nilakantha vào thế kỷ XV hội tụ nhanh hơn nhiều chuỗi Gregory–Leibniz:
{\displaystyle \pi =3+{\frac {4}{2\times 3\times 4}}-{\frac {4}{4\times 5\times 6}}+{\frac {4}{6\times 7\times 8}}-{\frac {4}{8\times 9\times 10}}+\cdots }
Bảng sau so sánh tốc độ hội tụ của hai chuỗi này:
| Chuỗi vô hạn cho π | Sau số hạng thứ nhất | Sau số hạng thứ 2 | Sau số hạng thứ 3 | Sau số hạng thứ 4 | Sau số hạng thứ 5 | Hội tụ tới    |
| --- | -------------------- | ----------------- | ----------------- | ----------------- | ----------------- | ------------- |
| {\displaystyle \pi ={\frac {4}{1}}-{\frac {4}{3}}+{\frac {4}{5}}-{\frac {4}{7}}+{\frac {4}{9}}-{\frac {4}{11}}+{\frac {4}{13}}\cdots } | 4,0000               | 2,6666...         | 3,4666...         | 2,8952...         | 3,3396...         | π = 3,1415... |
| {\displaystyle \pi ={3}+{\frac {4}{2\times 3\times 4}}-{\frac {4}{4\times 5\times 6}}+{\frac {4}{6\times 7\times 8}}\cdots }           | 3,0000               | 3,1666...         | 3,1333...         | 3,1452...         | 3,1396...         | π = 3,1415... |

Sau 5 số hạng, tổng của chuỗi Gregory–Leibniz nằm trong sai số tuyệt đối cỡ 0,2 của π, trong khi tổng của chuỗi Nilakantha sai số chỉ cỡ 0,002. Như vậy chuỗi Nilakantha hội tụ nhanh hơn và hữu dụng hơn trong việc tính toán số π. Những chuỗi thậm chí hội tụ còn nhanh hơn bao gồm các chuỗi kiểu Machin và chuỗi Chudnovsky, trong đó chuỗi Chudnovsky tạo ra 14 chữ số thập phân đúng cho mỗi số hạng thêm vào.

### Tính vô tỉ và tính siêu việt
Không phải tất cả các tiến bộ toán học liên quan tới π đều nhằm vào việc tăng độ chính xác của phép xấp xỉ. Khi Euler giải Bài toán Basel vào năm 1735, tìm ra giá trị chính xác của tổng các căn bậc hai, ông đã thiết lập một mối liên hệ giữa π và các số nguyên tố mà về sau góp phần vào sự phát triển và nghiên cứu hàm zeta Riemann:
{\displaystyle {\frac {\pi ^{2}}{6}}={\frac {1}{1^{2}}}+{\frac {1}{2^{2}}}+{\frac {1}{3^{2}}}+{\frac {1}{4^{2}}}+\cdots }
Nhà khoa học Thụy Sĩ Johann Heinrich Lambert vào năm 1761 chứng minh rằng π là số vô tỉ, có nghĩa nó không bằng tỉ số của bất kì hai số hữu tỉ nào. Phép chứng minh của Lambert khai thác một biểu diễn phân số liên tục của hàm tang. Nhà toán học Pháp Adrien–Marie Legendre vào năm 1794 chứng tỏ rằng π2 cũng là số vô tỉ. Năm 1882, nhà toán học Đức Ferdinand von Lindemann chứng tỏ rằng π là số siêu việt, xác nhận một phỏng đoán được cả Legendre và Euler đưa ra trước đó.

### Kỉ nguyên máy tính và các thuật toán lặp

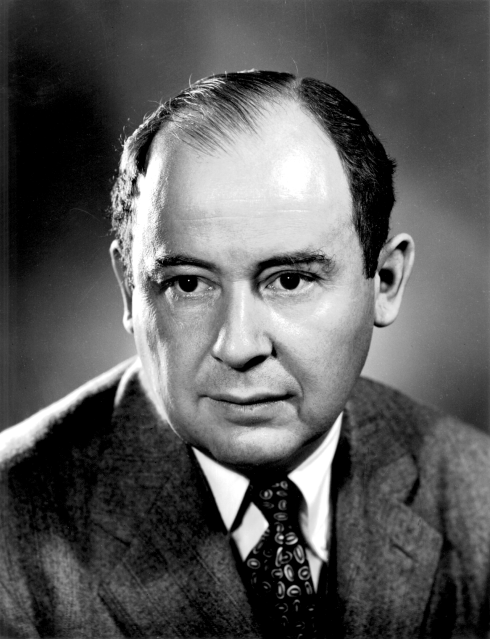
John von Neumann tham gia vào nhóm nghiên cứu đầu tiên sử dụng một máy tính số, ENIAC, để tính toán số π.

Sự phát triển của máy tính vào giữa thế kỷ XX một lần nữa đã cách mạng hóa cuộc săn lùng những chữ số của π. Các nhà toán học Hoa Kỳ là John Wrench và Levi Smith đã đạt tới 1120 chữ số vào năm 1949 với một máy tính bàn. Sử dụng một chuỗi vô hạn arctang, một nhóm đứng đầu bởi George Reitwiesner và John von Neumann đã đạt được 2037 chữ số với một phép tính đòi hỏi 70 giờ làm việc của máy tính ENIAC. Kỉ lục, luôn dựa vào các chuỗi arctang, liên tục bị phá vỡ sau đó (7.480 chữ số năm 1957, 10.000 chữ số năm 1958, 100.000 năm 1961) cho đến khi 1 triệu chữ số đạt được vào năm 1973.

Hai tiến bộ khác khoảng năm 1980 một lần nữa tăng tốc khả năng tính toán số π. Thứ nhất, khám phá ra các thuật toán lặp để tính π nhanh hơn nhiều các chuỗi vô hạn; và thứ hai, sự phát minh ra thuật toán nhân nhanh cho phép nhân những số lớn một cách nhanh chóng. Những thuật toán như vậy là đặc biệt quan trọng trong việc tính toán số π thời hiện đại, bởi hầu hết thời gian vận hành máy tính là dành cho các phép nhân. Chúng bao gồm thuật toán Karatsuba, phép nhân Toom–Cook, và các phương pháp dựa trên biến đổi Fourier.
{\displaystyle \scriptstyle a_{0}=1\quad b_{0}={\frac {1}{\sqrt {2}}}\quad t_{0}={\frac {1}{4}}\quad p_{0}=1}
Lặp
{\displaystyle \scriptstyle a_{n+1}={\frac {a_{n}+b_{n}}{2}}\quad \quad b_{n+1}={\sqrt {a_{n}b_{n}}}}
{\displaystyle \scriptstyle t_{n+1}=t_{n}-p_{n}(a_{n}-a_{n+1})^{2}\quad \quad p_{n+1}=2p_{n}}
Sau đó một phép ước lượng π được tính từ
{\displaystyle \scriptstyle \pi \approx {\frac {(a_{n}+b_{n})^{2}}{4t_{n}}}}
Các thuật toán lặp được công bố một cách độc lập trong năm 1975–1976 bởi nhà vật lý Hoa Kỳ Eugene Salamin và nhà khoa học Australia Richard Brent. Các thuật toán này chấm dứt sự phụ thuộc vào các chuỗi vô hạn. Một thuật toán lặp
(iterative algorithm) lặp lại một phép tính đặc trưng, mỗi lần lặp lại sử dụng đầu ra từ bước lặp trước làm đầu vào của nó, và sinh ra một kết quả trong mỗi bước hội tụ về giá trị mong muốn. Cách tiếp cận này thực ra đã được khám 160 năm trước đó bởi Carl Friedrich Gauss, trong một phương pháp mà ngày nay gọi là phương pháp AGM (arithmetic–geometric mean method, phương pháp trung bình hình học–đại số) hay thuật toán Gauss–Legendre. Vì được sửa đổi bởi Salamin và Brent, nó cũng còn được gọi là thuật toán Brent–Salamin.
Các thuật toán lặp được sử dụng rộng rãi sau 1980 bởi nó nhanh hơn các thuật toán chuỗi vô hạn: trong khi các chuỗi vô hạn thường tăng số chữ số chính xác dần dần một cách cộng thêm, các thuật toán lặp lại thường "nhân" số chữ số chính xác ở mỗi bước. Ví dụ, thuật toán Brent–Salamin nhân đôi số chữ số trong mỗi lần lặp. Năm 1984, hai anh em người Canada John và Peter Borwein tạo nên một thuật toán lặp nhân bốn lần số chữ số trong mỗi bước; và năm 1987, một thuật toán nhân năm lần mỗi bước. Các phương pháp lặp được sử dụng bởi nhà toán học Nhật Bản Yasumasa Kanada để lập lên một số kỉ lục giữa 1995 và 2002. Sự hội tụ nhanh có được kèm theo một cái giá: các thuật toán lặp đòi hỏi bộ nhớ nhiều hơn đáng kể so với các chuỗi vô hạn.

### Động lực tính toán sốπ

Khi các nhà toán học khám phá ra những thuật toán mới, và máy tính trở nên sẵn dùng, số các chữ số được biết về π tăng nhanh chóng.

Đối với hầu hết các tính toán số liên quan tới π, một ít chữ số thôi đã cung cấp độ chính xác cần thiết. Chẳng hạn, theo Jörg Arndt và Christoph Haenel, 39 chữ số là đủ để thực hiện các tính toán vũ trụ học, bởi đây là độ chính xác cần thiết để tính thể tích vũ trụ hiện biết với độ chính xác cỡ một nguyên tử. Bất chấp điều này, nhiều người đã làm việc rất vất vả để tính toán π tới hàng nghìn, hàng triệu và nhiều hơn thế các chữ số. Nỗ lực này một phần có thể quy cho sự thúc ép con người phá vỡ các kỉ lục, và những thành tích như thế với π thường xuất hiện trên trang nhất báo chí trên khắp thế giới. Chúng cũng có những lợi ích thực tiễn, như là kiểm tra các siêu máy tính, kiểm tra các thuật toán giải tích số (bao gồm các thuật toán nhân chính xác cao); và trong địa hạt toán học thuần túy, chúng cung cấp dữ liệu để đánh giá tính ngẫu nhiên các chữ số của π.

### Các chuỗi hội tụ nhanh

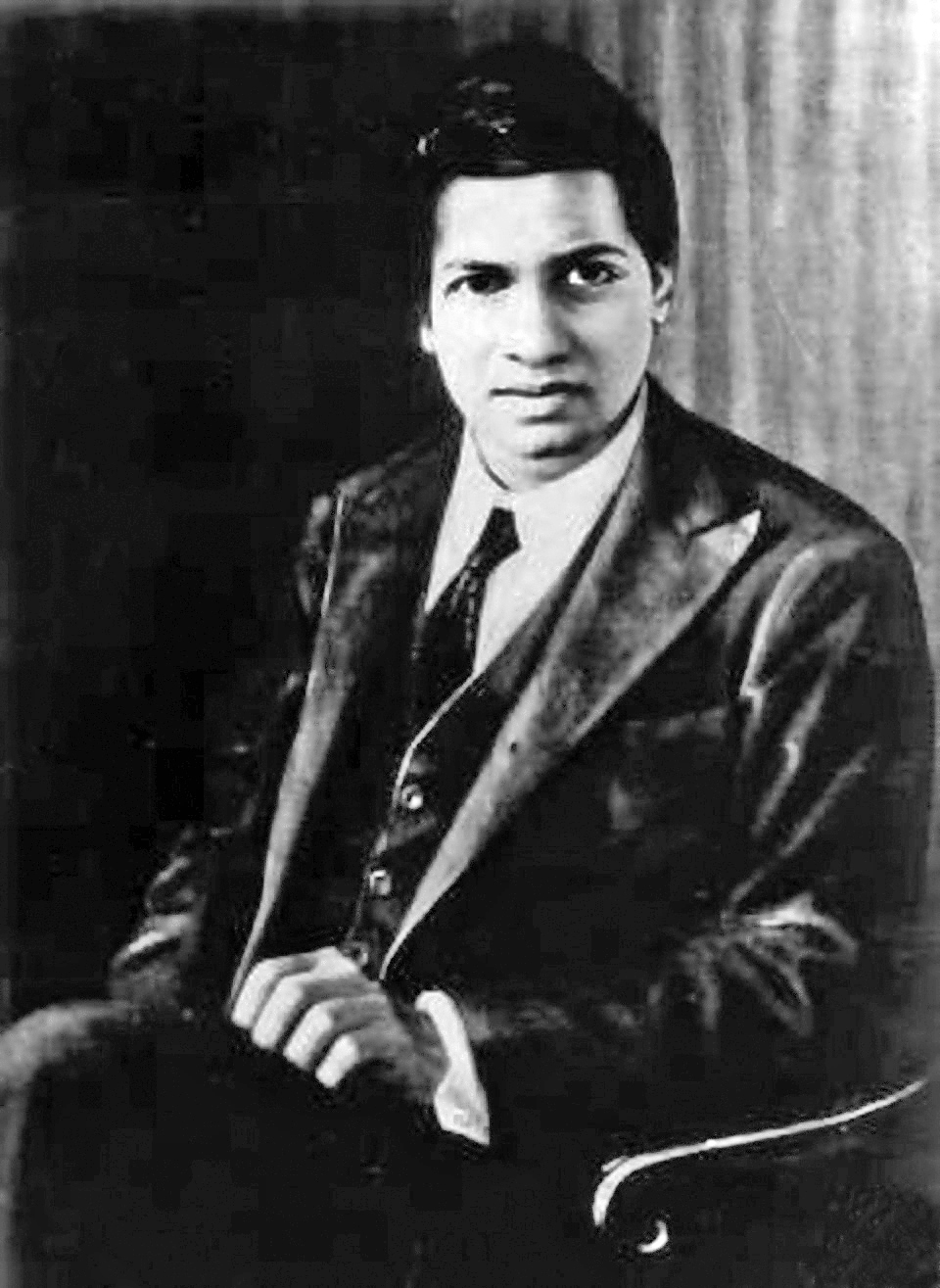
Srinivasa Ramanujan, làm việc một mình ở Ấn Độ, đã tạo nên nhiều chuỗi số mới để tính số π.

Các phép tính số π hiện đại không chỉ sử dụng duy nhất thuật toán lặp. Các chuỗi vô hạn mới được phát hiện vào những thập niên 1980 và 1990 cũng hội tụ nhanh không kém các thuật toán lặp, nhưng đơn giản hơn và tốn ít bộ nhớ hơn. Chúng đã manh nha xuất hiện vào năm 1914, khi nhà toán học Ấn Độ Srinivasa Ramanujan công bố hàng chục công thức mới cho số π, chúng đáng nhớ do tính tao nhã, chiều sâu toán học và sự hội tụ nhanh. Một trong các công thức của ông, dựa trên các phương trình module:
{\displaystyle {\frac {1}{\pi }}={\frac {2{\sqrt {2}}}{9801}}\sum _{k=0}^{\infty }{\frac {(4k)!(1103+26390k)}{(k!)^{4}396^{4k}}}}
Chuỗi này hội tụ nhanh hơn rất nhiều hầu hết mọi chuỗi arctang, bao gồm cả công thức Machin. Bill Gosper là người đầu tiên sử dụng nó để tạo nên những tiến bộ trong tính toán π, lập nên kỉ lục 17 triệu chữ số vào năm 1985. Các công thức của Ramanujan báo trước các thuật toán hiện đại phát triển bởi anh em nhà Borwein và anh em nhà Chudnovsky. Thuật toán Chudnovsky được phát triển vào năm 1987 là:
{\displaystyle {\frac {1}{\pi }}=12\sum _{k=0}^{\infty }{\frac {(-1)^{k}(6k)!(13591409+545140134k)}{(3k)!(k!)^{3}640320^{3k+3/2}}}.\!}
Nó sinh ra khoảng 14 chữ số của π mỗi số hạng, và đã được áp dụng cho một vài phép tính lập kỉ lục về π, trong đó có kỉ lục vượt một tỉ chữ số năm 1989 bởi anh em nhà Chudnovsky, tiếp theo là chữ số thứ 2,7 nghìn tỉ bởi Fabrice Bellard vào ngày 31 tháng 12 năm 2009, chữ số thứ 5 nghìn tỉ vào năm 2010 và chữ số thứ 10 nghìn tỉ vào năm 2011 bởi Shigeru Kondo, và chữ số thứ 100 nghìn tỉ vào năm 2022 bởi Emma Haruka Iwao.
Năm 2006, nhà toán học Canada Simon Plouffe đã sử dụng "thuật toán hệ thức nguyên PSLQ" (PSLQ: Partial Sum of Least Squares – tổng riêng phần của các bình phương cực tiểu) để tạo ra một vài công thức mới cho π, tuân theo mẫu sau:
{\displaystyle \pi ^{k}=\sum _{n=1}^{\infty }{\frac {1}{n^{k}}}\left({\frac {a}{q^{n}-1}}+{\frac {b}{q^{2n}-1}}+{\frac {c}{q^{4n}-1}}\right)}
trong đó {\displaystyle {\mathit {q}}} là hằng số Gelfond eπ, {\displaystyle {\mathit {k}}} là một số lẻ, và {\displaystyle {\mathit {a,b,c}}} là những số hữu tỉ mà Plouffe đưa vào.

### Thuật toán miệng vòi
Hai thuật toán được khám phá vào năm 1995 đã mở ra một hướng đi mới cho nghiên cứu về số π. Chúng gọi là các thuật toán "miệng vòi" (spigot algorithms) bởi vì, giống như nước nhỏ giọt khỏi một miệng vòi, chúng tạo ra từng chữ số riêng lẻ của π không được tái sử dụng sau khi đã được tính ra. Điều này đối lập với các chuỗi vô hạn hay những thuật toán lặp, là những thuật toán lưu giữ và sử dụng tất cả những chữ số trung gian cho đến khi kết quả cuối cùng được tạo ra.
Các nhà toán học Hoa Kỳ Stan Wagon và Stanley Rabinowitz đã tạo nên một thuật toán miệng vòi đơn giản vào năm 1995. Tốc độ của nó là tương đương với các thuật toán arctang, nhưng không nhanh bằng các thuật toán lặp.
Một thuật toán miệng vòi khác, thuật toán trích xuất chữ số Bailey–Borwein–Plouffe (BBP digit extraction algorithm), được phát hiện vào năm 1995 bởi Simon Plouffe:
{\displaystyle \pi =\sum _{i=0}^{\infty }{\frac {1}{16^{i}}}\left({\frac {4}{8i+1}}-{\frac {2}{8i+4}}-{\frac {1}{8i+5}}-{\frac {1}{8i+6}}\right)}
Công thức này, không giống những công thức trước đó, có thể sinh ra bất kì chữ số hệ thập lục phân của π mà không tính toán tới các chữ số đứng trước nó. Các chữ số nhị phân hay bát phân riêng rẽ có thể trích xuất từ các chữ số hệ thập lục phân. Các biến thể của thuật toán này đã được phát hiện, nhưng cho tới nay chưa tìm thấy thuật toán trích xuất chữ số nào sinh ra nhanh chóng các chữ số thập phân. Một ứng dụng quan trọng của các thuật toán trích xuất chữ số là hợp thức hóa những tuyên bố mới về kỉ lục tính toán số π: sau khi một kỉ lục được tuyên bố, các kết quả thập phân được chuyển sang hệ thập lục phân, và sau đó một thuật toán trích xuất chữ số được dùng để tính toán một số ngẫu nhiên những chữ số gần cuối, nếu chúng phù hợp, điều này cung cấp một phương pháp tin cậy rằng tính toán tổng thể là đúng.
Giữa năm 1998 và 2000, dự án tính toán phân bố PiHex sử dụng công thức Bellard (một bản chỉnh sửa của thuật toán BBP) để tính toán bit thứ một triệu tỉ (1015) của π, đã cho ra kết quả là 0. Tháng Chín năm 2010, một nhân viên của Yahoo! đã sử dụng ứng dụng Hadoop của công ty trên một ngàn máy tính trong một thời gian 23 ngày để tính toán 256 bit của π ở vị trí bit 2 triệu tỉ (2×1015).

## Sử dụng
Do π liên hệ chặt chẽ với đường tròn, nó xuất hiện trong nhiều công thức thuộc các lĩnh vực hình học và lượng giác, đặc biệt là những công thức liên quan tới đường tròn, hình cầu, hoặc elip. Một số ngành khoa học khác cũng có các công thức liên quan tới π, như thống kê, phân dạng, cơ học, vũ trụ học, lý thuyết số, và điện từ học.

### Hình học và lượng giác
π xuất hiện trong những công thức về chu vi, diện tích và thể tích các hình hình học liên quan tới đường tròn, như các hình elip, hình cầu, hình nón, hình xuyến. Một vài công thức phổ biến hơn cả trong số đó là:

π được định nghĩa là tỉ lệ giữa chu vi và đường kính của một đường tròn.

- Chu vi của một đường tròn với đường kính d là {\displaystyle \pi d}
- Diện tích của một hình tròn với đường kính d là {\displaystyle {\tfrac {1}{4}}\pi d^{2}}
- Chu vi của một đường tròn với bán kính r là {\displaystyle 2\pi r}
- Diện tích của một hình tròn với bán kính r là {\displaystyle \pi r^{2}}
- Thể tích của một hình cầu với bán kính r là {\displaystyle {\tfrac {4}{3}}\pi r^{3}}
- Diện tích mặt cầu với bán kính r là {\displaystyle 4\pi r^{2}}

π xuất hiện trong các tích phân xác định mô tả chu vi, diện tích, hoặc thể tích các hình tạo ra từ đường tròn. Chẳng hạn, một tích phân xác định nửa diện tích của một đường tròn với bán kính bằng 1 được cho bởi:
{\displaystyle \int _{-1}^{1}{\sqrt {1-x^{2}}}\,dx={\frac {\pi }{2}}}
Trong công thức này, hàm {\displaystyle \scriptstyle {\sqrt {1-x^{2}}}} biểu diễn nửa trên của đường tròn (căn thức là hệ quả của định lý Pythagoras), và tích phân {\displaystyle \scriptstyle \int _{-1}^{1}} tính diện tích giữa nửa đường tròn và trục x.

Các hàm sin và cosin lặp lại với chu kì 2π.

Trong lượng giác, các hàm lượng giác liên hệ với các góc, và các nhà toán học thường sử dụng radian như một đơn vị đo. Mặt khác, π đóng một vai trò quan trọng trong các góc đo bằng radian, do radian được định nghĩa sao cho một đường tròn chiếm một góc bằng 2π radian, hoặc nói cách khác, góc 180° bằng với π radian, và 1° = π/180 radian.
Các hàm lượng giác phổ biến thường có chu kì là bội của π; chẳng hạn, sin và cosin có chu kỳ 2π, do đó với bất kì góc θ và bất kì số nguyên k nào,
{\displaystyle \scriptstyle \sin \theta =\sin \left(\theta +2\pi k\right)} và {\displaystyle \scriptstyle \cos \theta =\cos \left(\theta +2\pi k\right).}

### Phương pháp Monte Carlo
Họ dùng phương pháp Monte Carlo, vốn dùng để tính toán kết quả của những phép thử ngẫu nhiên nhiều lần, có thể dùng để tạo nên các phép xấp xỉ số π. Kim Buffon là một kĩ thuật như vậy: nếu một cây kim có chiều dài ℓ được thả n lần lên một bề mặt trên đó vẽ các đường thẳng song song cách nhau t đơn vị, và nếu x lần trong số đó nó dừng lại cắt qua một vạch (x > 0), thì người ta có thể tính gần đúng π dựa trên phép tính:
{\displaystyle \pi \approx {\frac {2n\ell }{xt}}}
Một phương pháp Monte Carlo khác để tính π là vẽ một đường tròn nội tiếp một hình vuông, và đặt ngẫu nhiên các chấm lên hình vuông. Tỉ lệ các chấm nằm trong hình tròn trên tổng số chấm xấp xỉ bằng {\displaystyle \scriptstyle \pi /4.}
Phương pháp Monte Carlo để tính gần đúng π rất chậm so với những phương pháp khác. Năm 1901 nhà toán học Italia Mario Lazzarini đã tung một cây kim 3048 lần để thu được kết quả ước lượng π bằng 355/113, một thí nghiệm nhằm minh họa cho phương pháp hơn là nỗ lực lập kỉ lục về số π. Mô phỏng trên máy tính hiện đại cho phép thực hiện "gieo" ngẫu nhiên nhanh hơn nhiều cách tung kim bằng tay như vậy, nhưng nhìn chung nó không bao giờ được dùng để tính π khi đòi hỏi độ chính xác và tốc độ.

### Số phức và giải tích

Mối liên hệ giữa lũy thừa ảo của số e với các điểm trên đường tròn đơn vị có tâm ở gốc tọa độ của mặt phẳng phức được cho bởi Công thức Euler.

Bất kỳ số phức z nào đều có thể biểu diễn bằng một cặp số thực. Trong hệ tọa độ cực, một số (bán kính r) được dùng để biểu diễn khoảng cách từ z tới gốc tọa độ của mặt phẳng phức và một số khác (góc φ) để biểu diễn một phép quay ngược chiều kim đồng hồ từ tia dương của trục thực tới z:
{\displaystyle z=r\cdot (\cos \varphi +i\sin \varphi )}
Ở đây i2 = −1. Sự xuất hiện thường xuyên của π trong giải tích phức liên quan tới biểu diễn hàm mũ của một biến phức, được mô tả bằng công thức Euler:
{\displaystyle e^{i\varphi }=\cos \varphi +i\sin \varphi }
Ở đây hằng số e là cơ số của lôgarit tự nhiên. Công thức này lập lên một mối liên hệ giữa lũy thừa ảo của e và các điểm trên đường tròn đơn vị có tâm ở gốc của mặt phẳng phức. Đặt φ = π trong công thức Euler sinh ra Đồng nhất thức Euler, một công thức được các nhà toán học ca ngợi do chứa đựng năm hằng số toán học quan trọng nhất:
{\displaystyle e^{i\pi }+1=0}
Có n số phức z khác nhau thỏa mãn {\displaystyle z^{n}=1}, và chúng được gọi là "nghiệm bậc n của đơn vị". Chúng được cho bởi công thức:
{\displaystyle e^{2\pi ik/n}\qquad (k=0,1,2,\dots ,n-1)}
Công thức tích phân Cauchy chi phối các hàm giải tích phức và thiết lập mối quan hệ quan trọng giữa các phép tích phân và vi phân, bao gồm một điều đáng chú ý là giá trị của một hàm phức trong một miền đóng hoàn toán được xác định bởi những giá trị trong miền:
{\displaystyle f(z_{0})={\frac {1}{2\pi i}}\oint _{\gamma }{f(z) \over z-z_{0}}\,dz}

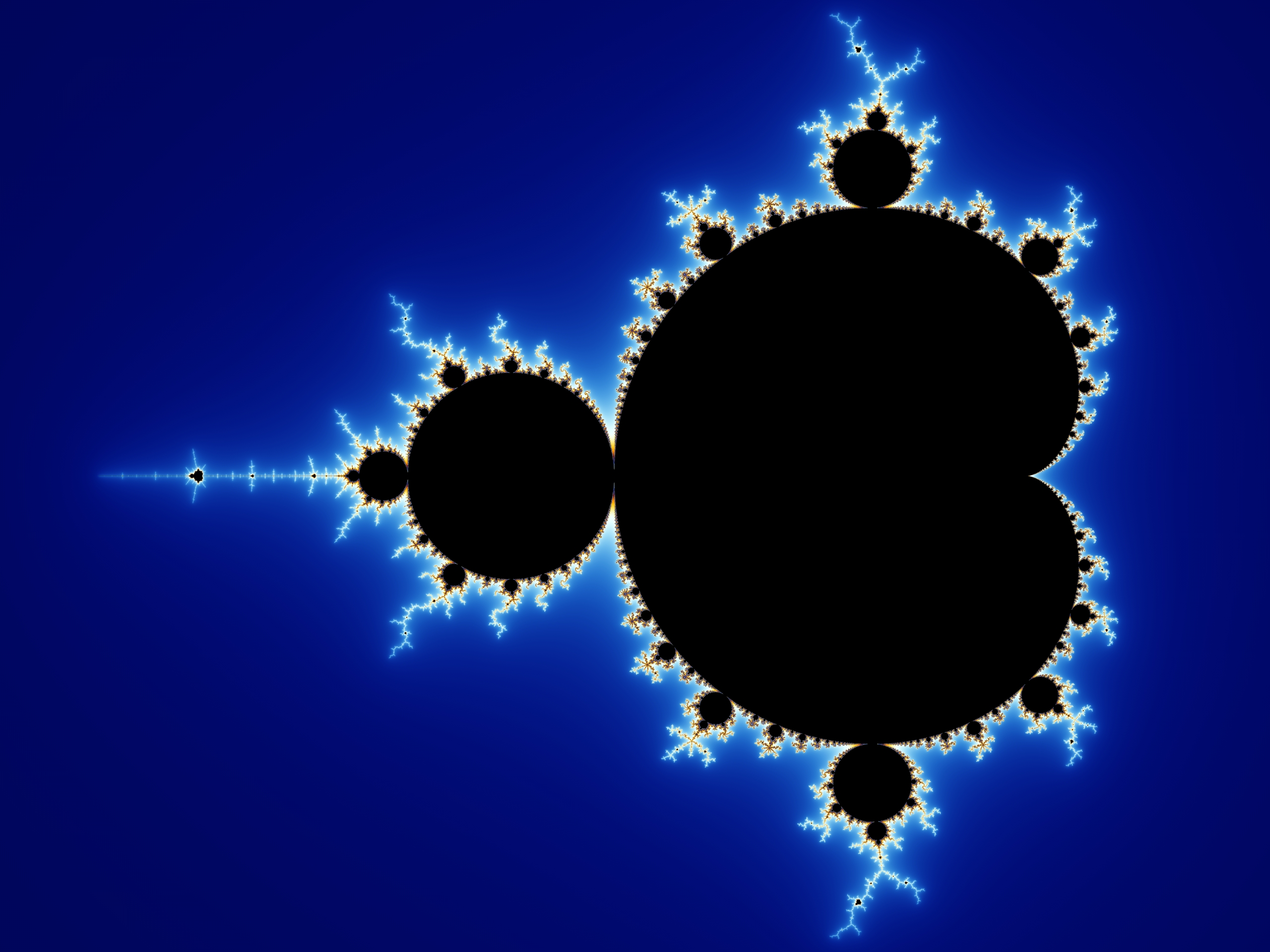
π có thể tính được từ tập Mandelbrot, bằng cách tính số vòng lặp cần thiết trước khi điểm (−0.75, ε) phân kỳ.

Sự hiện diện của π trong fractal (phân dạng) tập Mandelbrot được một người Mỹ tên là David Boll khám phá vào năm 1991. Ông đã kiểm tra biểu hiện của tập Mandelbrot ở gần vùng "cổ" ở (–0.75, 0). Xem xét những điểm có tọa độ (–0.75, ε), khi ε tiến tới 0, số lần tự lặp lại hình dạng của tập cho đến khi phân kì đối với điểm đó nhân với ε hội tụ về π. Điểm (0.25, ε) ở đỉnh của một "thung lũng" lớn ở phía phải của tập Mandelbrot cũng biểu hiện tương tự: số lần tự lặp lại trước khi phân kì nhân với căn bậc hai của ε tiến tới π.
Hàm gamma mở rộng khái niệm về giai thừa – vốn thông thường chỉ được định nghĩa cho các số nguyên – sang mọi số thực. Nếu hàm gamma được tính ở các số bán nguyên, thì kết quả sẽ chứa π, chẳng hạn {\displaystyle \scriptstyle \Gamma (1/2)={\sqrt {\pi }}} và {\displaystyle \scriptstyle \Gamma (5/2)={\frac {3{\sqrt {\pi }}}{4}}}. Hàm gamma có thể được sử dụng để tạo ra một phép tính gần đúng {\displaystyle \scriptstyle n!} cho số {\displaystyle \scriptstyle n} lớn: {\displaystyle \scriptstyle n!\sim {\sqrt {2\pi n}}\left({\frac {n}{e}}\right)^{n}} còn được gọi là xấp xỉ Stirling.

### Giá trị riêng

Các bội âm của một sợi dây rung là các hàm riêng của toán tử đạo hàm bậc hai, và tạo thành một dãy hòa âm. Các giá trị riêng tương ứng tạo thành một cấp số cộng gồm các số bội nguyên của π.

Trong nhiều ứng dụng, số pi đóng vai trò đặc biệt là một giá trị riêng. Ví dụ, một sợi dây rung có thể được mô hình hóa bằng đồ thị của một hàm số f trên đoạn đơn vị [0,1], với hai đầu cố định f(0) = f(1) = 0.  Các chế độ (hàm) rung động của dây là nghiệm của một phương trình vi phân, {\displaystyle f''(x)+\lambda f(x)=0} hay {\displaystyle f''(t)=-\lambda f(x)}. Vì thế λ là một giá trị riêng của toán tử đạo hàm cấp hai {\displaystyle f\mapsto f''}, và bị ràng buộc theo lý thuyết Sturm–Liouville, nó chỉ có ở một vài giá trị nhất định. Nó phải là số dương vì toán tử là xác định âm, vậy ta có thể viết λ = ν2, trong đó số ν > 0 được gọi số sóng. Vì vậy f(x) = sin(π x) thỏa mãn điều kiện biên và phương trình vi phân, với ν = π.
Giá trị của π thực ra là giá trị nhỏ nhất của số sóng, và nó tương ứng với chế độ cơ bản của sợi dây rung. Một cách để cho thấy điều này là ước tính năng lượng, thỏa mãn bất đẳng thức Wirtinger: đối với một hàm f : [0, 1] → ℂ với f(0) = f(1) = 0;  f và f ' đều khả tích bình phương, ta có:
{\displaystyle \pi ^{2}\int _{0}^{1}|f(x)|^{2}\,dx\leq \int _{0}^{1}|f'(x)|^{2}\,dx,}
với đẳng thức xảy ra chỉ khi f là một bội của sin(π x). Ở đây π là một hằng số tối ưu trong bất đẳng thức Wirtinger, và có thể suy ra rằng nó là số sóng nhỏ nhất, sử dụng đặc trưng biến thiên của giá trị riêng. Hệ quả là, π là giá trị suy biến nhỏ nhất của toán tử đạo hàm trên không gian các hàm số trên đoạn [0,1] mà bằng 0 tại các điểm đầu mút (không gian Sobolev {\displaystyle H_{0}^{1}[0,1]}).

### Lý thuyết số và hàm zeta Riemann
Hàm zeta Riemann ζ(s) được dùng trong nhiều lĩnh vực của toán học. Khi tính cho {\displaystyle \scriptstyle s=2}, nó có thể viết lại thành
{\displaystyle \zeta (2)={\frac {1}{1^{2}}}+{\frac {1}{2^{2}}}+{\frac {1}{3^{2}}}+\cdots }
Tìm một nghiệm đơn cho chuỗi vô hạn này là một bài toán nổi tiếng trong toán học gọi là bài toán Basel. Leonhard Euler giải nó vào năm 1735 khi ông chỉ ra nó bằng {\displaystyle \scriptstyle {\frac {\pi ^{2}}{6}}}. Kết quả của Euler dẫn đến một kết luận quan trọng trong lý thuyết số là xác suất để hai số ngẫu nhiên nguyên tố cùng nhau (nghĩa là không có ước chung nào ngoài 1) bằng {\displaystyle \scriptstyle 6/\pi ^{2}}. Xác suất này dựa trên một nhận xét rằng bất kì số nào chia hết cho một số nguyên tố {\displaystyle \scriptstyle p} là {\displaystyle \scriptstyle 1/p} (chẳng hạn, cứ bảy số nguyên liên tiếp thì có một số chia hết cho 7). Do đó xác suất để hai số cùng chia hết bởi số nguyên tố này là {\displaystyle \scriptstyle 1/p^{2}}, và xác suất để ít nhất một trong hai số không chia hết là {\displaystyle \scriptstyle 1-1/p^{2}}. Đối với các số nguyên khác nhau, các sự kiện có thể chia hết là độc lập với nhau; do đó xác suất để hai số nguyên tố cùng nhau cho bởi một tích lấy trên tất cả các số nguyên tố:
{\displaystyle \prod _{p}^{\infty }\left(1-{\frac {1}{p^{2}}}\right)=\left(\prod _{p}^{\infty }{\frac {1}{1-p^{-2}}}\right)^{-1}={\frac {1}{1+{\frac {1}{2^{2}}}+{\frac {1}{3^{2}}}+\cdots }}={\frac {1}{\zeta (2)}}={\frac {6}{\pi ^{2}}}\approx 61\%}
Xác suất này có thể dùng cùng với một phương pháp sinh số ngẫu nhiên để tính gần đúng π sử dụng cách tiếp cận Monte Carlo.

### Vật lý
Mặc dù không phải là một hằng số vật lý, π xuất hiện thường xuyên trong các phương trình mô tả các nguyên lý cơ bản của vũ trụ, thường do mối liên hệ giữa π với đường tròn và với hệ tọa độ cầu. Một công thức đơn giản trong lĩnh vực cơ học cổ điển cho ta chu kỳ dao động gần đúng T của một con lắc đơn với chiều dài L, dao động với biên độ nhỏ (g là gia tốc trọng trường trên bề mặt Trái Đất):
{\displaystyle T\approx 2\pi {\sqrt {\frac {L}{g}}}}
Một trong những công thức tối quan trọng của cơ học lượng tử là nguyên lý bất định Heisenberg chỉ ra rằng độ bất định trong phép đo vị trí của một hạt (Δx) và động lượng (Δp) không thể đồng thời nhỏ tùy ý ở cùng một thời điểm (ở đây h là hằng số Planck):
{\displaystyle \Delta x\,\Delta p\geq {\frac {h}{4\pi }}}
Trong ngành vũ trụ học, π xuất hiện trong một công thức nền tảng, đó là phương trình trường Einstein tạo nên cơ sở của thuyết tương đối tổng quát và mô tả tương tác cơ bản của lực hấp dẫn như một kết quả của không–thời gian bị uốn cong bởi vật chất và năng lượng:
{\displaystyle R_{ik}-{g_{ik}R \over 2}+\Lambda g_{ik}={8\pi G \over c^{4}}T_{ik}}
Trong đó {\displaystyle R_{ik}\,} là tenxơ độ cong Ricci,{\displaystyle R\,} là độ cong vô hướng, {\displaystyle g_{ik}\,} là tenxơ metric, {\displaystyle \Lambda \,} là hằng số vũ trụ học, {\displaystyle G\,} là hằng số hấp dẫn, {\displaystyle c\,} là vận tốc ánh sáng trong chân không, và {\displaystyle T_{ik}\,} là tenxơ ứng suất–năng lượng.
Trong lĩnh vực điện từ học, định luật Coulomb mô tả điện trường giữa hai điện tích (q1 và q2) cách nhau một khoảng r (với ε0 biểu diễn cho hằng số điện môi trong chân không):
{\displaystyle F={\frac {\left|q_{1}q_{2}\right|}{4\pi \varepsilon _{0}r^{2}}}}
Việc π xấp xỉ bằng 3 góp phần vào thời gian sống tương đối lâu của ortho–positronium (hệ lượng tử có một electron và một positron nằm trên cùng một quỹ đạo quay xung quanh một khối tâm). Nghịch đảo thời gian sống {\displaystyle {\frac {1}{\tau }}} đối với bậc thấp nhất trong hằng số cấu trúc tế vi {\displaystyle \alpha } được cho bởi công thức:
{\displaystyle {\frac {1}{\tau }}=2{\frac {\pi ^{2}-9}{9\pi }}m\alpha ^{6}}
trong đó m là khối lượng electron.

### Xác suất thống kê

Một đồ thị Hàm Gauss
ƒ(x) = e−x^{2}. Vùng tô màu giữa hàm số và trục x có diện tích.

Các lĩnh vực xác suất và thống kê sử dụng thường xuyên phân bố chuẩn như một mô hình đơn giản cho các hiện tượng phức tạp; chẳng hạn các nhà khoa học thông thường giả định rằng các sai số quan sát trong hầu hết các thí nghiệm tuân theo một phân bố chuẩn. π được tìm thấy trong hàm Gauss (là hàm mật độ xác suất của phân bố chuẩn với giá trị trung bình μ và độ lệch chuẩn σ:
{\displaystyle f(x)={1 \over \sigma {\sqrt {2\pi }}}\,e^{-(x-\mu )^{2}/(2\sigma ^{2})}}
Diện tích dưới đồ thị của đường cong phân bố chuẩn được cho bởi tích phân Gauss:
{\displaystyle \int _{-\infty }^{\infty }e^{-x^{2}}\,dx={\sqrt {\pi }}},
trong khi tích phân tương tự đối với phân bố Cauchy là
{\displaystyle \int _{-\infty }^{\infty }{\frac {1}{x^{2}+1}}\,dx=\pi }.

### Kỹ thuật và địa chất
π hiện diện trong một số công thức trong kĩ thuật cấu trúc, như công thức tính độ cong vênh do Euler tìm ra, cho ta biết tải trọng theo trục tối đa F mà một cột dài, mảnh có độ dài L, suất đàn hồi E, và momen quán tính diện tích I có thể mang được mà không bị cong vênh:
{\displaystyle F={\frac {\pi ^{2}EI}{L^{2}}}}
Lĩnh vực thủy động lực học cũng chứa π trong định luật Stokes, cho phép tính gần đúng lực ma sát F tác dụng lên một vật thể nhỏ dạng cầu bán kính R chuyển động với vận tốc v trong một chất lỏng với độ nhớt động η:
{\displaystyle F=6\,\pi \,\eta \,R\,v}
Biến đổi Fourier là một phép toán biểu diễn thời gian như một hàm của tần số, được biết như phổ tần số của nó. Nó có nhiều ứng dụng trong vật lý và kỹ thuật, đặc biệt trong xử lý tín hiệu:
{\displaystyle {\hat {f}}(\xi )=\int _{-\infty }^{\infty }f(x)\ e^{-2\pi ix\xi }\,dx}
Dưới các điều kiện lý tưởng (dốc thoải đều trên một nền xói mòn một cách đồng đều), độ uốn khúc của một con sông tiến gần tới π. Độ uốn khúc (sinousity) là tỉ số giữa độ dài thực và khoảng cách theo đường kẻ giữa thượng nguồn và cửa sông. Các dòng chảy nhanh hơn dọc các cạnh bên ngoài của chỗ uốn dòng sông gây ra nhiều xói lở hơn dọc các cạnh trong, do đó đẩy các chỗ uốn ra xa hơn, và gia tăng sự uốn vòng lặp lại tổng thể của dòng sông. Tuy nhiên, sự uốn vòng quá mức dẫn tới ở một số chỗ, dòng cuộn thành một đường vòng quanh, tạo ra những hồ có hình chữ U (box–ow lake), làm giảm độ uốn khúc tổng thể. Sự cân bằng giữa hai nhân tố đối lập này khiến cho dẫn tới độ uốn khúc của dòng sông trung bình gần bằng π.

## Ngoài khoa học

### Ghi nhớ các chữ số
Nhiều người đã cố gắng nhớ càng nhiều càng tốt các chữ số của π, một sự luyện tập được gọi là piphilology (kết hợp từ pi và philology tức ngữ văn học). Một kĩ thuật phổ biến là ghi nhớ một câu chuyện hay một bài thơ, trong đó độ dài các từ ứng với số các chữ số: từ thứ nhất có 3 chữ cái, từ thứ hai có 1, từ thứ ba có 4, thứ tư có 1, thứ năm có 5, và tiếp tục như vậy. Một trong những ví dụ sớm nhất về biện pháp hỗ trợ ghi nhớ này được đề xuất bởi nhà khoa học Anh James Hopwood Jeans: "How I want a drink, alcoholic of course, after the heavy lectures involving quantum mechanics" (tạm dịch: Tất nhiên là tôi muốn một ly đồ uống, đồ uống có cồn, sau những bài giảng nặng nề liên quan đến cơ học lượng tử). Một bài thơ (tiếng Anh: poem) dùng cho việc ghi nhớ này đôi khi được gọi là một piem. Ngoài tiếng Anh, các bài thơ để ghi nhớ π cũng được sáng tác trong một số ngôn ngữ khác.
Kỉ lục về ghi nhớ các chữ số của π, được xác nhận bởi Sách Kỷ lục Guinness, là 67.890 chữ số, được Lữ Siêu, một người Trung Quốc đọc thuộc lòng trong 24 giờ và 4 phút vào ngày 20 tháng 11 năm 2005. Năm 2006, một kĩ sư Nhật Bản về hưu tên là Haraguchi Akira tuyên bố là đã đọc thuộc lòng 100.000 chữ số, nhưng tuyên bố này không được sách Kỷ lục Guinness kiểm chứng. Những người lập nên kỉ lục về ghi nhớ các chữ số của π thường không dựa vào các bài thơ, mà sử dụng các phương pháp khác, như nhớ các khuôn dạng số hay phương pháp loci (ghi nhớ bằng cách liên hệ số với vị trí).
Một vài tác giả sử dụng các chữ số của π để thiết lập nên một dạng hạn từ mới, trong đó độ dài từ yêu cầu phải biểu diễn các chữ số của π, trong tiếng Anh gọi là pilish. Truyện thơ ngắn Cadaeic Cadenza chứa 3835 chữ số đầu tiên của π theo cách này, và toàn bộ cuốn sách Not a Wake chứa 10 000 từ, mỗi từ biểu diễn một chữ số của π.

### Trong văn hóa đại chúng

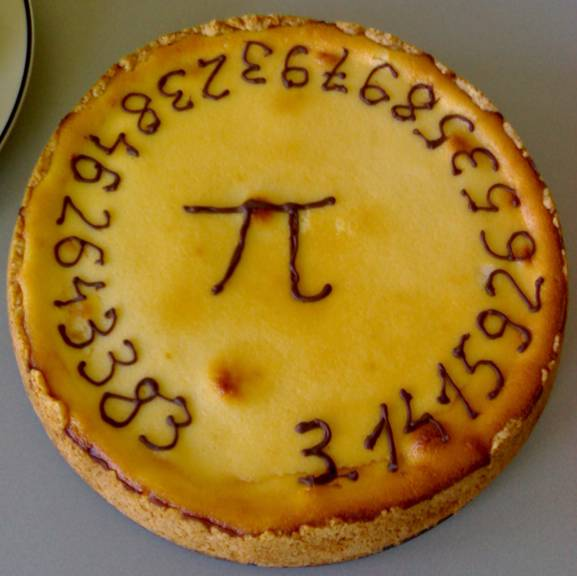
Bánh Pi (tiếng Anh: Pi Pie)

Có lẽ do π có định nghĩa đơn giản mà lại hiện diện ở khắp các lĩnh vực, nó được thể hiện trong văn hóa đại chúng nhiều hơn bất kì khái niệm toán học nào khác. Tại bảo tàng Palais de la Découverte ở Paris có một căn phòng hình tròn được gọi là "phòng pi" trên tường thể hiện 707 chữ cái của π, dưới dạng những ký tự làm bằng gỗ gắn vào trần vòm. Các chữ số này dựa trên tính toán năm 1853 của William Shanks có chứa một lỗi sai bắt đầu từ chữ số thứ 528. Lỗi này được phát hiện năm 1946 và được sửa lại vào năm 1949.
e to the x, dx
Cosine, secant, tangent, sine
3.14159
Integral, radical, mu dv
Slipstick, slide rule, MIT!
Lời cổ vũ của trường MIT
Nhiều trường học ở nước Mỹ cử hành kỉ niệm Ngày số pi vào 14 tháng 3 (trong ngôn ngữ Anh–Mỹ, ngày này viết là 3/14). Ngày 9 tháng 3 năm 2009, Hạ viện Hoa Kỳ đã chính thức chọn ngày 14 tháng 3 hàng năm là ngày số Pi nhằm khuyến khích học sinh, giáo viên nghiên cứu toán học. π và chuỗi chữ số của nó thường được những người tự xem mình là "lập dị" sử dụng trong những trò đùa của nhóm những người ưa thích toán học và công nghệ. Một vài lời cổ vũ (trong thi đấu thể thao, văn nghệ...) của Học viện Công nghệ Massachusetts (MIT) cũng xuất hiện số "3,14159". Trong vụ bán đấu giá các tài liệu về bằng phát minh công nghệ có giá trị của tập đoàn Nortel năm 2010, Google đã liên tục đặt giá một cách khác thường dựa trên các hằng số toán học và khoa học, bao gồm π.
Những người ủng hộ một hằng số toán học mới là tau (τ), bằng 2 lần π, lập luận rằng một hằng số dựa trên tỉ số giữa chu vi đường tròn với bán kính của nó thay vì với đường kính sẽ có tính tự nhiên hơn và sẽ đơn giản hóa nhiều công thức. Trong khi những đề xuất của họ, như việc tổ chức kỉ niệm ngày 28 tháng 6 như "Ngày Tau" được tường thuật trên truyền thông, họ không được các sách vở khoa học phản ánh.
Trong tiểu thuyết "Contact", Carl Sagan đề xuất rằng Đấng Sáng tạo ra vũ trụ đã chôn giấu một thông điệp ẩn sâu trong các chữ số của π. Các chữ số của π cũng được đưa vào lời ca của bài hát "Pi" trong album Aerial của Kate Bush. Pi cũng được dùng để đặt tên cho một bài hát trong album "Horses and Grasses" phát hành năm 2005 của ban nhạc Mỹ Hard 'n Phirm.
Năm 1897, nhà toán học nghiệp dư Edwin J. Goodwin đã nỗ lực thuyết phục cơ quan lập pháp bang Indiana (Hoa Kỳ) thông qua Dự luật Indiana Pi, trong đó mô tả một phương pháp cầu phương hình tròn, và chứa những nội dung giả thiết những giá trị sai của π như 3,2. Dự luật này nổi danh như một nỗ lực thiết lập một chân lý khoa học bằng sắc lệnh lập pháp. Dự thảo đã được Hạ nghị viện Indiana thông qua, nhưng bị Thượng nghị viện bác bỏ.
Trong tập Midnight thuộc sêri Doctor Who, vị Tiến sĩ chạm trán với Thực thể Nửa đêm (Midnight Entity), kẻ nhập xác một số nhân vật. Nhân vật Sky Silvestry khi bị nhập xác đã bắt chước kiểu nói của Tiến sĩ bằng cách lặp lại khớp nhau số π tới 30 chữ số thập phân. Điều này đòi hỏi các diễn viên David Tennant và Leslie Sharp học chuỗi số để có thể nhắc lại nó.
Tiểu thuyết của Yann Martel xuất bản năm 2001, được dựng thành phim năm 2012 (Lý An đạo diễn) nói về nhân vật chính tên Pi có thể nhớ được rất nhiều chữ số thập phân của Pi.